# Electric Ladyland
Electric Ladyland és el tercer i últim àlbum dels Jimi Hendrix Experience, publicat l'octubre de 1968 per Reprise Records. És l'últim àlbum estudi supervisat per Hendrix.
Publicat com un doble àlbum, Electric Ladyland és una cruïlla dels variats aspectes del talent musical de Hendrix. Inclou exemples de diversos gèneres i estils musicals: la psicodèlica "Burning of the Midnight Lamp", el jam de blues "Voodoo Chile", la gran producció d'estudi "1983... (A Merman I Should Turn to Be)", el comentari social de "House Burning Down" i l'estil representatiu dels anys seixanta "Little Miss Strange". L'àlbum també conté versions de les cançons "Come On", d'Earl King, i 
"All Along de Watchtower", de Bob Dylan, la qual rebé molt bones crítiques de la premsa i del mateix Bob Dylan. Posa fi a l'àlbum "Voodoo Child (Slight Return)", reconeguda com una de les peces més brillants de Hendrix en la guitarra.

## Llista de cançons
Totes les cançons escrites per Jimi Hendrix, excepte on s'indica.
1. "...And the Gods Made Love" (1:21)
2. "Have You Ever Been (To Electric Ladyland)" (2:12)
3. "Crosstown Traffic" (2:25)
4. "Voodoo Chile" (15:00)
5. "Little Miss Strange" (Noel Redding) (2:50)
6. "Long Hot Summer Night" (3:30)
7. "Come On (Part 1)" (Earl King) (4:10)
8. "Gypsy Eyes" (3:46)
9. "Burning of the Midnight Lamp" (3:44)
10. "Rainy Day, Dream Away" (3:43)
11. "1983... (A Merman I Should Turn To Be)" (13:46)
12. "Moon, Turn The Tides...Gently Gently Away" (1:01)
13. "Still Raining, Still Dreaming" (4:24)
14. "House Burning Down" (4:35)
15. "All Along The Watchtower" (Bob Dylan) (4:01)
16. "Voodoo Child (Slight Return)" (5:14)